# 英雄伝説 閃の軌跡
『英雄伝説 閃の軌跡』（えいゆうでんせつ せんのきせき、英題：The Legend of Heroes: Trails of Cold Steel）は、日本ファルコムが制作・発売したゲームソフト。
本項ではシリーズ作品『英雄伝説 閃の軌跡II』『英雄伝説 閃の軌跡III』『英雄伝説 閃の軌跡IV -THE END OF SAGA-』についても記述する。
本シリーズのスピンオフ作品として作られた、TVアニメーションシリーズおよびファルコム社監修・USERJOY Technology社開発によるスマートフォンアプリゲーム『英雄伝説 閃の軌跡 Northern War』については、本項の#テレビアニメを参照のこと。

## 概要
「英雄伝説シリーズ」第8作、同シリーズ第3期「軌跡シリーズ」第3作となる作品で、ファルコム初のマルチプラットフォーム(PS3・PS Vita)での発売タイトル。シリーズ初のコンシューマ機向けの作品となっている。IIIとIVはPlayStation 4用として開発され、IとIIもPS4に移植される。
「軌跡シリーズ」としては、『閃の軌跡』が第7作目、『閃の軌跡II』が8作目の作品となる（それぞれのシリーズ詳細については、英雄伝説シリーズ#シリーズの分類や軌跡シリーズ#シリーズ一覧を参照）。
今作は、シリーズにおいて長らく敵国側として描写されることの多かった「エレボニア帝国」を舞台としており、時系列としては、前作『英雄伝説VII』（零の軌跡・碧の軌跡）とほぼ同時期の時代を扱った作品である。

### 閃の軌跡
タイトル1作目。2013年9月26日にPlayStation 3およびPlayStation Vita用ソフトとして発売された。
キャッチコピーは、「零(ゼロ)から閃(セン)へ――」
2013年に日本ゲーム大賞のフューチャー部門、PlayStation Awardsのユーザーズチョイス賞をそれぞれ受賞している。また、2014年にはファミ通アワード2013の優秀賞を受賞している。
通常版と限定ドラマCD同梱版の2種が発売されており、限定ドラマCD同梱版の限定特典にはゲーム本編で割愛されたシナリオをドラマCD化した「英雄伝説 閃の軌跡 帰郷〜迷いの果てに〜」が同梱された。初回生産分にお付けする初回特典は登場キャラクターのイラストを収録した豪華仕様の「閃の軌跡 オールカラー ビジュアルブック」。
スーパープライス版（廉価版）が2014年6月26日に発売され、それに伴いPS3・PS Vita版のダウンロード版がそれぞれ値引きされた。
2014年6月には、繁体中国語版と韓国語版が発売された。
軌跡シリーズは、前作の『碧の軌跡』までは海外企業へのライセンス提供という形で、中国や北米などでそれぞれシリーズ作品の展開・発売がされていたが、今作は、ファルコムが「初の自社展開でアジアへ」と銘打ち、SCEJAとPlayStationフォーマットをめぐるアジア地域でのパブリッシャー契約を締結、自社での海外展開を行っている。
他会社とのコラボレーションも積極的に行っており、アクワイアの『ロード・トゥ・ドラゴン』や『アキバズトリップ2』、『ファンタジーアース ゼロ』（ゲームポット）、『みんなといっしょ』（ソニー・コンピュータエンタテインメント）などが挙げられる。

#### 閃の軌跡I:改 -Thors Military Academy 1204-
『英雄伝説 閃の軌跡I:改 -Thors Military Academy 1204-』（えいゆうでんせつ センノキセキ ワンかい トールズ・ミリタリー・アカデミー 1204）は『閃の軌跡』第1作のアッパーバージョン。PlayStation 4版が2018年3月8日された。
PlayStation 4版では60fps、4K画質対応、音楽が高音質化され、PlayStation Vita版、PlayStation 3版のセーブデータを継承可能。また、「高速スキップモード」を搭載しており、移動2倍速、戦闘4倍速でプレイ可能になっている。
Nintendo Switch版は2021年7月8日に発売された。移植開発はスタジオアートディンク。

### 閃の軌跡II
『閃の軌跡』の続編に当たる。2014年9月25日にPS3およびPS Vita用ソフトとして発売された。
キャッチコピーは、「その一発の銃声が、帝国の運命を変えた。」
「軌跡シリーズ」10周年記念タイトルという位置づけの作品となっている。
他会社とのコラボレーションとして、2014年7月からは期間限定で、立川駅周辺に取り付けられる街頭フラッグに今作のキャラクターたちが登場するイベントが開催されている。
今作品でプレイヤーが使用できるキャラクターは、『空の軌跡 the 3rd』の人数を上回る、約20人以上である。

#### 閃の軌跡II:改-The Erebonian Civil War-
『英雄伝説 閃の軌跡II:改-The Erebonian Civil War-』（えいゆうでんせつ センノキセキ ツー：かい ジ・エレボニアン・シビル・ウォー）は『閃の軌跡II』のアッパーバージョン。PlayStation 4版が2018年4月26日に発売された。
PlayStation 4版では『I:改』同様に、60fps、4K画質対応、音楽が高音質化され、PlayStation Vita版、PlayStation 3版のセーブデータを継承可能。また、「高速スキップモード」を搭載しており、移動2倍速、戦闘4倍速でプレイ可能になっている。
Nintendo Switch版は2021年8月5日に発売された。移植開発はスタジオアートディンク。

### 閃の軌跡III
『閃の軌跡II』の続編にあたる作品。2017年9月28日にシリーズ初となるPlayStation 4用タイトルとして発売された。
Nintendo Switch版のキャッチコピーは、「ここから始まる、閃の軌跡」
初回特典として、マルチデスクカレンダー 2017-2018度版が用意されている。
初回限定版『KISEKI BOX』も発売された。
- 閃の軌跡III オリジナルサウンドトラックmini -Limited Edition-
- 特務科・VII組 SDラバーストラップフルセット
- 特装128ページ フルカラーアートブック
- オリジナルDLC「トールズ本校からの招待状」

の4つの特典が用意された。

### 閃の軌跡IV -THE END OF SAGA-
『閃の軌跡III』の続編にあたる作品、閃の軌跡シリーズ完結編であり、空の軌跡から続く一連のストーリーも今作にて一旦完結する。PlayStation 4用として2018年9月27日に発売された。
キャッチコピーは、「終焉に、諍え」。
初回限定版『永久保存版』も発売される。

## 発表経緯
- 2012年12月14日 - 『英雄伝説 閃の軌跡』を発表。同社初となるPS3・PS Vitaでのマルチプラットフォームタイトルとして2013年度に発売予定[20]。
- 2013年
  - 5月16日 - 『閃の軌跡』の発売日を2013年9月26日と発表[21]。
  - 9月26日 - 『閃の軌跡』発売。
  - 12月19日 - 『閃の軌跡』の続編を発表。2014年度に発売予定[22]。
- 2014年
  - 1月27日 - 続編の正式タイトルが『英雄伝説 閃の軌跡II』に決定[23]。加えて、前作『閃の軌跡』の繁体中国語版、韓国語版の発売と、『閃の軌跡II』の日本語版、繁体中国語版、韓国語版の同時発売が発表される[24]。
  - 4月10日 - 『閃の軌跡II』の発売日を2014年9月25日と発表[25]。加えて『閃の軌跡』の廉価版となる『閃の軌跡 スーパープライス』を2014年6月26日に発売すると発表[26]。
  - 4月15日 - 繁体中国語版『英雄伝説 閃の軌跡』の発売日を2014年6月24日と発表。
  - 4月21日 - 韓国語版『英雄伝説 閃の軌跡』の発売日を2014年6月24日と発表。
  - 6月24日 - 繁体中国語版・韓国語版『閃の軌跡』発売。
  - 6月26日 - 『閃の軌跡 スーパープライス』発売。
  - 9月25日 - 『閃の軌跡II』発売。
- 2015年12月16日 - 『閃の軌跡』の第3作として『英雄伝説 閃の軌跡III』の制作を発表[27]。
- 2016年12月20日 - PS4専用タイトル『閃の軌跡III』が、2017年秋に発売と発表[6]。
- 2017年
  - 5月11日 - 『閃の軌跡III』の発売日を2017年9月28日と発表[28]。
  - 9月28日 - 『閃の軌跡III』発売。
  - 11月16日 - 『閃の軌跡I:改 -Thors Military Academy 1204-』の発売日を2018年3月8日と発表。
  - 12月14日 - 『閃の軌跡II:改 -The Erebonian Civil War-』の発売日を2018年4月26日と発表。
  - 12月20日 - 『閃の軌跡』の最終章として『閃の軌跡IV -THE END OF SAGA-』が、2018年秋に発売と発表。
- 2018年
  - 3月29日 - 『閃の軌跡IV』特務科《VII組》キャラクター公開。
  - 5月24日 - 『閃の軌跡IV -THE END OF SAGA-』の発売日を2018年9月27日と発表。
  - 9月27日 - 『閃の軌跡IV』発売。

## ストーリー

### 軌跡シリーズ『閃』編
ゼムリア大陸エレボニア帝国を舞台として物語が進行する。
「閃の軌跡I」・「II」の時代は軌跡シリーズの前作「碧の軌跡」と同時期である七耀暦1204年。
「閃の軌跡III」の時代は「空の軌跡FC」から4年、「碧の軌跡」や「閃の軌跡II」から1年半経った七耀暦1206年の春から夏にかけて。
「閃の軌跡IV」の時代は、「閃の軌跡III」に続き、同年9月まで。

### 構成
閃の軌跡
- 序章 トールズ士官学院
- 第1章 新学期〜初めての実習〜
- 第2章 麗しき翡翠の都
- 第3章 鉄路を越えて 〜蒼穹の大地〜
- 第4章 緋の帝都 〜夏至祭〜
- 第5章 動き始めた意志
- 第6章 黒と銀 〜鋼都動乱〜
- 終章 士官学院祭、そして―

閃の軌跡II
- 序章 帰郷〜失意の果てに
- 第I部 灰色の戦記
- 幕間 白銀の巨船
- 第II部 紅き翼〜目覚める獅子たち
- 終章 ただひたすらに、前へ
- 外伝 クロスベル占領
- 後日譚 冬の終わり

閃の軌跡III
- 序章 春、ふたたび　
- 第一章 再会〜白亜の旧都〜
- 第二章 相克のクロスベル
- 第三章 鋼の鼓動〜海都繚乱〜
- 第四章 赫奕たるヘイムダル
- 終章 誰がために鐘は響く

閃の軌跡IV
- 序 変わる世界 〜闇の底から〜
- 第Ⅰ部 VII組の試練
- 断章 折れたる剣、そして
- 第Ⅱ部 宿命の星たち
- 第Ⅲ部 獅子ノ刻〜閃光の行方〜
- 前日譚 せめてこの夜に誓って
- 最終幕 散りゆく花、焔の果てに
- 後日譚 『大団円』

## ゲームシステム
グラフィックは、英雄伝説シリーズでは、初めて3Dグラフィックポリゴンでフィールド、戦闘画面等が描かれる。そのため、360度自在のカメラ操作が可能となった。
魔獣と接触した後、マップの切り替えの概念がこれまでの作品には存在したものの、「閃III」では、戦闘マップの要素が廃止されており、そのままフィールドマップ上で戦闘を行うという、シームレス要素を取り入れている。

### アクティブボイス
フィールド探索中に発生するキャラクターボイス。

## 戦闘システム

### 戦術リンク機能
今作『閃』シリーズ独自の戦闘システム。今作では、プレイヤーキャラクターと敵キャラクターには、武器属性ランク、体勢崩し有効度ランクの概念が登場している。プレイヤーが攻撃によるダメージを敵に与えた後、本作のバトルシステムの鍵となるリンクアタックが発生する。 なお、キャラクターの各武器属性ランクと、敵の体勢崩し有効度が高いほど、リンクアタックが発生する確率が高くなる。さらには、各キャラクターには、リンクアビリティと呼ばれる戦闘への対策となる技を持つ。キャラクターとの間におけるリンクレベルが上がると、敵への攻撃だけではなく、回復、キャラクター強化関連のリンクアビリティも修得する。

#### オーバーライズ
「閃II」に登場。
第I部から使用可能となる。
オーバーライズのゲージが溜まった状態で発動可能となり、
- 一定値でHP・EP・CPが回復する。
- 攻撃が必ず命中し、リンクアタックも必ず発生する。(崩しが無効となるクラフトでは発生しない)
- アーツが即座に発動できる。

という、さまざまな恩恵がある。

#### ダイレクトコマンド
「閃III」から登場。
PS4専用コントローラーの○△□×ボタンと、十字ボタンに各コマンドが割り当てられていて、ワンボタンでコマンド入力が可能となった。

#### ブレイブオーダー
「閃III」独自の戦闘システム。「閃IV」でも踏襲されている。
バトル中に溜まるブレイブポイントを消費することで、キャラクターのターンを消費せずに、ブレイブオーダーを発動できる。
発動後、キャラクター専用のオーダーの内容に応じた効果がパーティ全員に付与される。

### 騎神戦
「閃II」から登場。「閃III」では複数戦で導入。
「閃I」ではラストバトルのみでのイベント戦闘であったものの、「閃II」から一部のイベント戦闘で本格的に導入されている。
第1部からリンクパートナーを選択することが可能となり、キャラクターによってはそれぞれ異なるEXアーツが使用可能となる。
戦闘に勝利することで、勝利した際に、主人公リィンと勝利直前時までに選択していたリンクパートナーとの絆ポイントが一定値加算される。

## その他

### ダウンロードコンテンツ
『閃の軌跡』の発売後に、ファルコム初のダウンロードコンテンツとして、今作に登場するプレイヤーキャラクターの私服姿といったアイテムが購入可能。

### クロスセーブ
PlayStation Networkを介して、PS3版とPS Vita版のセーブデータを共有可能なクロスセーブに対応。

## 登場人物
登場人物が多いため、「キャラクターボイス」が付いており、ゲーム中に声優が明記されている人物のみ簡潔に羅列。
特記のないキャラクターは閃Iから全作に登場。
オーブメントは左から「各キャラクターの属性固定スロット数/オーブメントのライン数」となる。

### 特科クラスVII組／旧VII組
「閃の軌跡」シリーズにおいて、物語の中心となる登場人物たち。
リィン・シュバルツァー（Rean Schwarzer）
声 - 内山昂輝
武器：太刀　　オーブメント：時2火1/5-2-1　アタックランク：斬S
本作の主人公。シュバルツァー男爵家の養子。
17歳（閃I時点）→20歳（閃III時点）。幼少に習っていた八葉一刀流を操り、中伝を受けている。
貴族ながら人当たりが良く、老若男女や身分を問わず平等に接する青年。学院では生徒会の手伝いをすることとなる。
《灰の騎神》ヴァリマールの《起動者（）》である。
トールズ卒業後はトールズ士官学院《第II分校》の《VII組・特務科》の担当教官となる。
アリサ・ラインフォルト（Alisa Reinford）
声 - 堀江由衣
武器：導力弓　　オーブメント：火2空1/6-1-1　アタックランク：射S
本作のヒロイン。大陸有数の企業であり帝国最大の重工業メーカー、ラインフォルト社の令嬢。
17歳（閃I時点）→20歳（閃III時点）。実家に反発してトールズ士官学院に入学する。
ツンツンした言動をとることが多いが、根はお人好しで真面目な性格。学院ではラクロス部に所属。
トールズ卒業後はラインフォルトグループのシニアマネージャーとしての資格を得て、新型戦術オーブメント《ARCUS II》と魔導杖部門の責任者となる。
エリオット・クレイグ（Eliot Craig）
声 - 白石涼子
武器：魔導杖　　オーブメント：空2水1/7-1　アタックランク：斬D突D射C剛C
16歳（閃I時点）→19歳（閃III時点）。帝国軍きっての猛将としてしられる《紅毛のクレイグ》の息子。
帝都に実家があり、父と姉の3人で暮らしていた。元々は帝都の音楽学校に通いたかったが、父の反対に押し切られる形でトールズ士官学院に入学する。
学院では吹奏楽部に所属。
トールズ卒業後は、帝都の音楽院に入学する。そして、1年という短期間で卒業して音楽家として念願のプロデビューを果たす。
ラウラ・S・アルゼイド（Laura S Arseid）
声 - 伊瀬茉莉也
武器：両手剣　　オーブメント：水2火1/4-2-2　アタックランク：斬A剛A
武の名門であるアルゼイド子爵家の一人娘。17歳（閃I時点）→20歳（閃III時点）。新入生ではトップレベルの実力を持つが、リィンと同じく、身分に関係なく他人と接することができる。
古風なしゃべり方をし、武術や鍛錬に余念がない。反面、世俗に若干疎い。リィンには同じ剣士として興味を示す。学院では水泳部に所属。
トールズ卒業後は、アルゼイド流剣術の奥義伝承のために父ヴィクターと共に修行の道に入り、19歳にして皆伝。以降、アルゼイド流師範代としての資格を得る。
マキアス・レーグニッツ（Machias Regnitz）
声 - 佐藤拓也
武器：ショットガン　　オーブメント：地2幻1/4-3-1　アタックランク：射A剛B
帝都知事の一人息子。17歳（閃I時点）→20歳（閃III時点）。貴族に大きな嫌悪感を抱いており、ユーシスとはことあるごとに対立するが、次第に変わっていく。
VII組では副委員長を務める。学院ではチェス部に所属。
トールズ卒業後は、帝国の政治学院へと進み、1年で必要単位を修得して、19歳という異例の若さで司法監察院入りをする。
ユーシス・アルバレア（Jusis Albarea）
声 - 立花慎之介
武器：騎士剣　　オーブメント：空2風1/6-2　アタックランク：斬A突B
四大名門の一つ、アルバレア公爵家の次男。17歳（閃I時点）→20歳（閃III時点）。兄ルーファスより宮廷剣術を教わっており、腕はなかなかのもの。
貴族らしい傲岸不遜（）な態度を取ることが多いが、見下しているのではなく元の性格から来るものである。学院では馬術部に所属。
トールズ卒業後は、父や兄に代わり、十代という若さで領主代行の仕事に就く。
エマ・ミルスティン（Emma Millstein）
声 - 早見沙織
武器：魔導杖　　オーブメント：幻2火1/8　アタックランク：斬D突C射C剛D
帝国辺境出身の奨学生。17歳（閃I時点）→20歳（閃III時点）。士官学院には首席で入学した才女であり、委員長を務める。
放課後にはフィーに勉強を教えていることも多い。
学院では文芸部に所属。
トールズ卒業後は、故郷で秘術と帝国にまつわる歴史を“長”から学び、改めて消息不明のクロチルダの行方を追う。
フィー・クラウゼル（Fie Claussell）
声 - 金元寿子
武器：双銃剣　　オーブメント：風2時1/4-2-1-1　アタックランク：斬B突B射B
いつも眠そうにしている銀髪の少女。15歳（閃I時点）→17歳（閃III時点）。双銃剣という特殊な武器を操る。
勉強が苦手でエマなどのVII組のメンバーに教えてもらうことが多い。学院では園芸部に所属。
以前は、西風の旅団に所属していた。
トールズ卒業後は、帝国ギルドの遊撃士となり、サラやトヴァルの指導の下、16歳で正遊撃士の資格を取得する。
ガイウス・ウォーゼル（Gaius Worzel）
声 - 細谷佳正
武器：十字槍　　オーブメント：風2地1/3-3-1-1　アタックランク：突S
帝国北東のノルド高原からやってきた留学生。17歳（閃I時点）→20歳（閃III時点）。褐色の肌に長身と目立つ容姿をしている。
非常に落ち着いた冷静な性格をしており、領土問題の渦中にある故郷を、外から見定めるために士官学院にやってきた。学院では美術部に所属。
トールズ卒業後は、再び戦火の危険が迫り始めたノルド高原へと帰郷したが、ある事件を期に、アルテリアで半年間修行して、七耀教会"星杯騎士団"守護騎士の第八位《絶空鳳翼》となる。
クロウ・アームブラスト（Crow Armbrust）
声 - 櫻井孝宏
武器：二丁拳銃（閃I）→ダブルセイバー（閃II）　　オーブメント：時2水1/5-3　アタックランク：突A射A
士官学院2年生でリィン達の先輩。19歳（閃I・II）。「閃I」の途中でVII組に編入する。
トワ、アンゼリカ、ジョルジュの3人とは1年次からの腐れ縁。ギャンブル好き。
《ブレード》と呼ばれるカードゲームを流行らせた張本人。学業はあまりよろしくないようで、教官に泣きつく面も。
ミリアム・オライオン（Millium Orion）
声 - 小岩井ことり
武器：戦術殻《アガートラム》　　オーブメント：幻2地1/5-1-1-1　アタックランク：剛S
《アガートラム》と呼ばれる白い傀儡を操る少女。13歳（閃I時点）→15歳（閃III時点）。「閃I」の途中でVII組に編入する。
年相応の天真爛漫な性格をしており、あまり物事にこだわらない模様。学院では調理部に所属。
トールズ卒業後は、帝国軍情報局のエージェントとしての立場に復帰。

### 特務科 VII組／新VII組
「閃III」でのパーティーキャラクターを指す。アルティナ以外は「閃III」から登場。
ユウナ・クロフォード（Juna Crawford）
声 - 東山奈央
武器：ガンブレイカー
旧クロスベル自治州出身の正義感溢れる活発な娘で《新VII組》のリーダー的存在。17歳。学院ではテニス部に所属。
クルト・ヴァンダール（Kurt Vander）
声 - 江口拓也
武器：双剣
帝国の武門・ヴァンダール家の次男にして天才的な双剣術の腕を持つ、生真面目な性格の美男子。17歳。学院ではチェス部に所属。
アルティナ・オライオン（Altina Orion）
声 - 種田梨沙（閃II） → 水瀬いのり（閃III以降）
武器：戦術殻《クラウ=ソラス》
「閃II」から登場。12歳（閃II時点）→14歳（閃III時点）。
ミリアムと同じ苗字と、《黒兎》のコードネームを持ち、戦術殻《クラウ=ソラス》を使役する感情が希薄な少女。学院では水泳部に所属。
アッシュ・カーバイド（Ash Carbide）
声 - 前野智昭
武器：ヴァリアブルアクス
粗野で猛々しいが、あらゆる分野において並外れた才能を持つスラム育ちの不良青年。17歳。学院では文芸部に所属。
ミュゼ・イーグレット（Musse Egret）
声 - 小清水亜美
武器：魔導騎銃
帝国・イーグレット伯爵家出身の清楚かつ蠱惑的な言動が特徴の少女。17歳。学院では茶道部に所属。

### トールズ士官学院
サラ・バレスタイン
声 - 豊口めぐみ
武器：導力銃＆強化ブレード　　オーブメント：風2火1/5-3　アタックランク：斬A突A射A
特科クラスVII組の担任。25歳（閃I時点）→27歳（閃III時点）。年上好きで大酒飲みである。
《紫電》と呼ばれる元A級の遊撃士であったが、とある事情で遊撃士として活動できなくなり学院に引き抜かれた経歴がある。
内戦後は、士官学院を退職し、再び遊撃士へと復帰。
トワ・ハーシェル
声 - 野中藍
武器：小型拳銃（閃I）→魔導銃（閃II）
士官学院2年生。18歳（閃I時点）→21歳（閃III時点）。貴族平民両生徒から信頼が厚く、生徒会長を務める。
小柄ながら非常に優秀な生徒で、国内外から卒業後の進路の誘いがある。
内戦後はトールズ士官学院《第II分校》の《IX組・主計科》の担当教官となる。
アンゼリカ・ログナー
声 - 進藤尚美
武器：ナックル　　オーブメント：空2時1/5-2-1　アタックランク：突A剛A
四大名門の一つ、ログナー侯爵家の息女。大貴族らしからぬ容姿や言動から、実家からは勘当に近い扱いを受けているが本人はあまり気にしていない模様。19歳（閃I・II）→21歳（閃III）。
トワからは「アンちゃん」と呼ばれ親しくしている。
ジョルジュ・ノーム
声 - 森岳志
士官学院2年生。19歳（閃I・II）→21歳（閃III）。将来有望な技術者であり、学院の技術棟を管理している。
技術棟を使って、導力機器の修理や導力バイクの開発、ARCUSの改造など幅広く請け負っている。
パトリック・T・ハイアームズ
声 - 三宅淳一（閃I）→柳田淳一（閃III・IV）
四大名門の一つ、ハイアームズ侯爵家の三男。典型的な傲岸不遜な貴族の振る舞いをみせ、リィンたちともことあるごとに対立するが、最終的にお互いに好敵手と認め合い協力者の1人となる。
「閃III」では一時的にパーティに加わり、オーダーのみを出すことができる。
ヴァンダイク学院長
声 - 堀井真吾（閃I・IV）
武器：斬馬刀
「閃I・II・IV」に登場。帝国正規軍の名誉元帥。70歳（閃I）。
がっしりした長身をしており、老いて現役を退いた今もなお威厳を放つ。オズボーンの元上司でもある。
内戦後は帝国正規軍に最高司令官として復帰する。
ナイトハルト少佐
声 - 松原大典
武器：軍刀
帝国軍第四師団の若きエース。29歳（閃I）。士官学院には出向という形で軍事学を教えている。
武骨で曲がったことが嫌いな帝国武人らしい性格。
トマス・ライサンダー教官
声 - 松本考平
士官学院で歴史を担当する教師。重度の歴史オタクであり、話し出すと長い。
ものすごい酒豪であり、仕事終わりに他の教官を飲みに誘うことも多い。
「閃II」では、ある条件でストーリーを進めると、彼の正体が判明する。
その正体は七耀教会 星杯騎士団 守護騎士第二位《匣使い》トマス・ライサンダーである。

### トールズ士官学院・第II分校
オーレリア・ルグィン
声 - 住友優子（閃III・IV）
武器：宝剣《アーケディア》
「閃II」から登場。32歳（閃III）。若くしてヴァンダールとアルゼイドの二大流派から免許皆伝を受け、《黄金の羅刹》の異名を持つラマール州ルグィン伯爵家の女当主。
「閃III」ではトールズ士官学院《第II分校》の分校長に就任する。
ミハイル少佐
声 - 杉田智和
武器：導力銃
「閃III」から登場。TMP（鉄道憲兵隊）に所属する、《不撓（）》の異名を持つ生真面目で堅物のエリート特務少佐。28歳（閃III）。
《第II分校》には主任教官として出向する。フルネームはミハイル・アーヴィング。
G・シュミット
声 - 大塚芳忠（閃III・IV）
「閃II」から登場。帝国随一の頭脳とわれる導力工学者にしてラッセル博士、ハミルトン博士と並ぶ、エプスタイン博士の三高弟の一人。
《第II分校》では特別顧問として就任。各施設や生徒を利用して新技術の研究開発を進めていく。その間、弟子の一人、ジョルジュと入れ替わる形で訪ねてきたティータを新たな弟子候補として鍛えていく。
ランドルフ（ランディ）・オルランド
「閃III」から登場。トールズ士官学院・第II分校《VIII組・戦術科》担当教官。

ティータ・ラッセル
声：今野宏美
武器：オーバルギア
「閃III」から登場。16歳（「閃III」）。世界的に有名な導力学者アルバート・ラッセル博士の孫娘であり、リベール王国出身の少女。
交換留学生という立場でトールズ士官学院・第II分校へ入学して《IX組・主計科》在籍する。
「空の軌跡」にも登場。
セレスタン
声 - 松原大典（閃III・IV）
ハイアームズ侯爵家に仕える執事。執事の職務を完璧にこなすのみならず、戦闘においても達人の腕前をもつ。
ハイアームズ侯の計らいで、《第II分校》に学生寮の管理人として赴任する。

### 皇族
オリヴァルト・ライゼ・アルノール
声 - 子安武人
武器：導力銃
エレボニア帝国の皇子だが、出自が庶子の出であるため皇位継承権はない。27歳（閃I・II）→29歳（閃III）。
放蕩時代の経験を糧にセドリックらを支え、貴族派や革新派とは違う第三の道を模索する。
「空の軌跡」「碧の軌跡」でも登場。
セドリック・ライゼ・アルノール（セドリック皇太子）
声 - 相沢舞（閃I・II）→進藤尚美（閃III・IV）
武器：片手剣
エレボニア帝国の第一皇位継承権を持つ皇子。アルフィンの双子の弟。
積極的な政策を推し進めるオズボーン宰相に憧れを持つ。
中性的な容姿から社交界でも人気が高いが、本人は複雑な感情を持っている。
内戦後、トールズ士官学院・本校入学。体格は別人のようにたくましくなり、性格も姉のアルフィンが不安を抱くほどに大きく変貌している。
アルフィン・ライゼ・アルノール（アルフィン皇女）
声 - 佐藤聡美
武器：魔導杖
皇位継承権第二位のセドリックの双子の姉。15歳（閃I・II）→17歳（閃III）。
「天使のような可憐さ」で帝国では絶大な人気を誇る。
聖アストライア女学院に通っており、エリゼの親友。
ユーゲント・ライゼ・アルノール（ユーゲントIII世）
声 - 諏訪部順一（閃III・IV）
エレボニア帝国の現皇帝。オリヴァルト達兄弟の父親。
オズボーンを宰相に任命し、彼に政治を一任している。
プリシラ・ライゼ・アルノール（プリシラ皇妃）
声 - ゆかな（閃III・IV）
ユーゲント3世の妻で、エレボニア帝国の皇妃。アルフィンとセドリックの母親。

### 帝国政府・帝国正規軍
カール・レーグニッツ
声 - 馬場圭介（閃I・閃III・IV）
エレボニア帝国の首都、ヘイムダルの知事。マキアスの父親。オズボーンの盟友であり、革新派の最重要人物の1人。
オーラフ・クレイグ
声 - 磯部弘（閃II・閃III・IV）
帝国正規軍・第四機甲師団の指揮官。階級は中将（閃I、閃II）→大将（閃III）。
エリオットの父親であり、《紅毛》の異名をもつ正規軍でも五指に入る名将。
ゼクス・ヴァンダール
声 - 島田敏（閃II・IV）
「閃I・II・IV」に登場。帝国正規軍・第三機甲師団の指揮官。階級は中将。
ミュラー、クルトの叔父であり、《隻眼》の異名をもつ正規軍でも五指に入る名将。
「空の軌跡」にも登場。
ミュラー・ヴァンダール
声 - 磯部弘（閃II・閃III・IV）
帝国正規軍・第七機甲師団に所属する少佐。
オリヴァルト皇子の護衛の任を担い、彼の腹心でもある。
「空の軌跡」「碧の軌跡」にも登場。

### 帝国貴族
ルーファス・アルバレア
声 - 平川大輔
武器：騎士剣
四大名門「アルバレア公爵家」の長子であり、ユーシスの腹違いの兄。
平民にも分け隔てない人格者であるが、本人は貴族制度は必要なものだと考えており、貴族派の重鎮として活動する。
ヴィクター・S・アルゼイド子爵
声 - 安元洋貴
武器：宝剣《ガランシャール》
帝国南東の町、レグラムを治める地方貴族。
ラウラの父親であり、《光の剣匠》と呼ばれる帝国最高の剣士の1人。
エリゼ・シュバルツァー
声 - 後藤沙緒里
武器：レイピア
帝国北東の町、ユミルを治めるシュバルツァー男爵家の娘。リィンの義妹。15歳（閃I・II）→17歳（閃III）。
リィンとは仲睦まじい兄妹であったが、血がつながっていないことを知ってから若干よそよそしい態度を取るようになる。
「閃III」では、聖アストライア女学院の高等部へと進級し、周りから推される形で学生会長に就任した。
クロワール・ド・カイエン
声 - 島田敏（閃II）
「閃I・II」に登場。四大名門の一角で、ラマール州を統治するカイエン公爵家の現当主。
帝国屈指の大貴族として、貴族連合の主宰者を務める。
ウォレス・バルディアス
声 - 近藤孝行（閃III・IV）
「閃II」から登場。ノルドの血をひく、バルディアス男爵家の当主。
サザーラント州領邦軍の司令をつとめ、《黒旋風》の異名をもつ。
フェルナン・ハイアームズ
声 - 森岳志
「閃III」から登場。四大名門の一角で、サザーラント州を統治するハイアームズ侯爵家の現当主。
パトリックの父親であり、四大名門の中では穏健派として知られる。
ヴィルヘルム・バラッド
声 - 馬場圭介
「閃III」から登場。クロワールの叔父で、ラマール州の暫定統括をつとめる人物。
爵位は侯爵で、クロワールの失脚後、次期カイエン公の地位を狙っている。

### ラインフォルトグループ
イリーナ・ラインフォルト
声 - 住友優子（閃I・III・IV）
ゼムリア大陸でも最大規模を誇る重工業メーカーのラインフォルト社をまとめる女性会長。アリサの母親。
シャロン・クルーガー
声 - ゆかな
武器：鋼糸＆ダガー
ラインフォルト家の専属メイドで、アリサのお姉さん的な存在。
神出鬼没で手際が非常によく、周囲を驚かせることも多い。第三学生寮の管理人も務める。
「閃II・閃III」ではプレイヤーキャラクターとなる。
グエン・ラインフォルト
声 - 馬場圭介（閃III・IV）
アリサの祖父、イリーナの父で、RFグループの先代会長。

### 魔女の眷属
《緋》のローゼリア
声：水橋かおり
武器：魔女の秘術
「閃III」から登場。エマやヴィータたち《魔女の眷属》の長。妙齢の女性として描かれている小説と実際の容姿とが異なることについては、エマとヴィータに使い魔としてセリーヌとグリアノスを生み出したことが原因とのこと。
本名はローゼリア・ミルスティン。
セリーヌ
声 - 相沢舞
武器：魔女の秘術
リィン達の周りに現れる、不思議な黒猫。尻尾に青いリボンを付けている。
その正体は《魔女の眷属》によって使役されるネコ型の使い魔として独自の人格を持っており、エマにとってはお目付け役のような存在。
ヴィータ・クロチルダ
声 - 田村ゆかり
武器：魔女の秘術
帝都歌劇場で活躍する人気オペラ歌手。その正体は、《魔女の眷属》の一員であり、《蒼の深淵》の異名を持つ《蛇の使徒》の第二柱の女性。24歳（閃I・II）→26歳（閃III）。
「グリアノス」と呼ぶ青い鳥を使役している。
当初は使徒の一員として《幻焔計画》遂行のために行動するが、後に結社とたもとを分かち、独自の行動を始める。

### その他の帝国の住民
ミスティ
声 - 田村ゆかり
トリスタ放送の夜のラジオ番組《アーベントタイム》でパーソナリティを務める女性。
これはあくまで仮の姿であり、その正体はヴィータ・クロチルダである。
フィオナ・クレイグ
声 - 佐藤利奈（閃II・IV）
エリオットの姉でオーラフの娘。帝都に暮らしており、弟同様に音楽に関して多才な人物。

### 遊撃士協会
トヴァル・ランドナー
声 - 杉田智和（閃II・III）
武器：改造導力器＆スタンロッド
遊撃士協会レグラム支部に所属する正遊撃士。27歳（「閃I・II」）。
遊撃士の活動が大幅に制限されてしまった帝国で、遊撃士協会再興のために地道に活動を続けている。
「零の軌跡」のドラマCDにも登場。
アガット・クロスナー
声 - 近藤孝行
武器：重剣
「閃III」から登場。「《重剣（）》のアガット」の異名を持つリベール王国の正遊撃士。28歳（「閃III」）。
内戦終結後、情報局の締め付けで“ほぼ壊滅状態”となった帝国ギルドの助っ人として、帝国入りを決意。
「空の軌跡」にも登場。
シェラザード・ハーヴェイ
声 - 塩山由佳
「閃IV」に登場。《銀閃（）》の異名を持つリベール王国の正遊撃士。
「空の軌跡」にも登場。

### 特務支援課
ロイド・バニングス
声 - 柿原徹也（閃II・IV）
武器：トンファー
「閃II」から登場。19歳（「閃II」）。
旧クロスベル警察・特務支援課のメンバー。現在はクロスベル独立に向けて活動をしている。
「零の軌跡」「碧の軌跡」の主人公。
エリィ・マクダエル
声 - 遠藤綾
武器：導力銃
「閃IV」に登場。クロスベル自治州のマクダエル市長の孫娘。
旧クロスベル警察・特務支援課のメンバー。
「零の軌跡」「碧の軌跡」にも登場。
ティオ・プラトー
声 - 水橋かおり
武器：魔導杖
「閃III」から登場。エプスタイン財団・クロスベル支部に所属する若き研究主任。16歳。
旧クロスベル警察・特務支援課のメンバー。
「零の軌跡」「碧の軌跡」にも登場。
ランディ・オルランド
声 - 三木眞一郎
武器：スタンハルバード
「閃III」から登場。24歳（「閃III」）。帝国軍・クロスベル方面軍警備部隊から出向してきたトールズ士官学院・第II分校《VIII組・戦術科》担当教官。旧クロスベル警察・特務支援課のメンバー。
「零の軌跡」「碧の軌跡』」にも登場。
キーア・バニングス
声 - 釘宮理恵（閃IV）
「閃III」から登場。「零の軌跡」作中で、マフィアによる競売会事件の折にロイドに身柄を保護された少女。《特務支援課》メンバーとはそれ以来家族のような関係を築いており、現在はロイドの姓であるバニングスを名乗っている。
「零の軌跡」「碧の軌跡」にも登場。

### クロスベルの住人
リーシャ・マオ
声 - 佐藤利奈
武器：斬魔刀
「閃II」に登場。18歳（「閃II」）。クロスベルの劇団《アルカンシェル》で活躍するアーティストだが、伝説の凶手《銀（）》としての裏の顔も持つ。
「零の軌跡」「碧の軌跡」にも登場。
シュリ・アトレイド
声 - 小林ゆう
「閃IV」に登場。クロスベルの劇団《アルカンシェル》で活躍するアーティスト。
「零の軌跡」「碧の軌跡」にも登場。
ヨナ・セイクリッド
声 - 浜崎奈々
「閃IV」に登場。エプスタイン財団に所属するハッカー。
「零の軌跡」「碧の軌跡」にも登場。
グレイス・リン
声 - 生天目仁美
「閃IV」に登場。クロスベル通信社に所属する女性記者。
「零の軌跡」「碧の軌跡」にも登場。
セシル・ノイエス
声 - 大原さやか
「閃IV」に登場。聖ウルスラ医科大学の看護師。
「零の軌跡」「碧の軌跡」にも登場。
ツァオ・リー
声 - 平川大輔
「閃II・IV」に登場。共和国系マフィア《黒月》のクロスベル支社長。
「零の軌跡」「碧の軌跡」にも登場。

### ブライト家
エステル・ブライト
声 - 神田朱未
武器：棒術具
「閃IV」に登場。リベール王国で活動する正遊撃士。
帝国で発生した異変を受けて、ヨシュアとレンとともに帝国入りする。
「空の軌跡」の主人公。 「零の軌跡」「碧の軌跡」にも登場。
ヨシュア・ブライト
声 - 斎賀みつき
武器：双剣
「閃IV」に登場。リベール王国で活動する正遊撃士。エレボニア帝国ハーメル村の出身。
かつては結社《身喰らう蛇》の執行者No.XIII《漆黒の牙》であったが、現在は脱退し、恋人のエステルらとともに暮らす。
「空の軌跡」「零の軌跡」「碧の軌跡」にも登場。
レン・ブライト
声 - 悠木碧
武器：鎌
「閃IV」に登場。リベール王国にあるジェニス王立学園に通う学生。
かつては結社《身喰らう蛇》の執行者No.XV《殲滅天使》であったが、現在は脱退し、エステルやヨシュアらとともに暮らす。
「空の軌跡」「零の軌跡」「碧の軌跡」にも登場。

### リベール王国王室・王国軍
クローディア・フォン・アウスレーゼ
声 - 皆口裕子
「閃IV」に登場。リベール王国の王太女。
「空の軌跡」「碧の軌跡」にも登場。
カシウス・ブライト
声 - 岸野幸正
「閃IV」に登場。リベール王国軍の総司令。階級は中将。
《剣聖》の異名をもつ、リベール屈指の実力者。エステルの実父。
「空の軌跡」にも登場。

### カルバード共和国
サミュエル・ロックスミス
声 - 掛川裕彦
「閃IV」に登場。カルバード共和国の大統領。
「碧の軌跡」にも登場。
カエラ特務少尉
声 - 悠木碧
「閃IV」に登場。カルバード共和国中央情報省に所属している女性の特務少尉。

### レミフェリア公国
アルバート・フォン・バルトロメウス
声 - 綿貫竜之介
「閃IV」に登場。レミフェリア公国の大公。
「碧の軌跡」にも登場。
ルーシー・セイランド
声 - 久川綾
「閃IV」に登場。レミフェリア大公の臨時秘書官。
「空の軌跡」にも登場。

### 《鉄血宰相》と《鉄血の子供たち》
ギリアス・オズボーン
声 - 中田譲治
武器：《終末の剣》
《鉄血宰相》と呼ばれるエレボニア帝国政府代表。軍部出身の人間であり、帝国正規軍の大部分を掌握している。
多くの国家改革を行ったことで、皇帝や国民から絶大な信頼を受けている。
一方で、その政策には苛烈なものも多く、併合国の国民や残党、一部帝国貴族からは憎悪の目も向けられている。
「空の軌跡」「碧の軌跡」にも登場。
クレア・リーヴェルト
声 - 松来未祐（閃I・II）→ 小清水亜美（閃III・IV）
武器：導力銃
鉄道憲兵隊に所属する女性将校。階級は憲兵大尉（「閃I・II」）→憲兵少佐（「閃III」）。24歳（「閃I・II」）→26歳（「閃III」）。
《鉄血の子供たち（）》の一人であり、《氷の乙女（）》の異名をもつ。
レクター・アランドール
声：森田成一（閃II・III・IV）
武器：レイピア
帝国軍情報局に所属する男性将校。階級は特務大尉（「閃I・II」）→特務少佐（「閃III」）。
《鉄血の子供たち》一人であり、《かかし男（）》の異名をもつ。22歳（「閃I」）→24歳（「閃III」）。
「空の軌跡」「零の軌跡」「碧の軌跡」にも登場。
ミリアム・オライオン
声 - 小岩井ことり
武器：戦術殻《アガートラム》　
《鉄血の子供たち》の一人であり、《白兎（）》の異名をもつ。

ルーファス・アルバレア
声 - 平川大輔
武器：騎士剣
《鉄血の子供たち》の筆頭。《翡翠の城将（）》の異名をもつ。
内戦終結後は、占領されたクロスベル州の初代総督に就任する。

セドリック・ライゼ・アルノール（セドリック皇太子）
声 - 相沢舞（閃I・II）→進藤尚美（閃III・IV）
武器：片手剣
《鉄血の子供たち》の一人。

### 帝国解放戦線
《C》
武器：双刃剣（）
帝国解放戦線のリーダー。黒い甲冑に面を被っており、謎の多い人物。
ギデオン
声 - 松本考平
「閃I」に登場。帝国解放戦線のサブリーダー。
オズボーン宰相を酷く憎んでおり、目的のためなら犠牲をいとわない。
ヴァルカン
声 - 藤本たかひろ（閃I）
武器：重ガトリング砲
「閃I・II」に登場。帝国解放戦線の幹部。顔に大きな傷跡の残る筋骨隆々の大柄の男。
スカーレット
声 - 西川宏美（閃I)
武器：法剣（）
「閃I・II」に登場。帝国解放戦線の幹部。片目に眼帯を付けた若い女性。

### 西風の旅団
ルトガー・クラウゼル
声 - 大塚芳忠
武器：バスターグレイブ
「閃III」から登場。大陸最強とも謳われる西風の旅団の団長。《猟兵王》の異名をもつ、百戦錬磨の猟兵。
ゼノ
声 - 松本考平（閃II・III・IV）
武器：ブレードライフル
《罠使い（）》の異名を持つ、西風の旅団の連隊長。飄々とした長身の男で、独特な方言を話す。
レオニダス
声 - 磯部弘（閃II・III・IV）
武器：マシンガントレット
《破壊獣（）》の異名を持つ、西風の旅団の連隊長。筋骨隆々とした大男。

### 黒の工房／地精（グノーム）
黒き終焉のアルベリヒ
声 - 安元洋貴
武器：戦術殻《ゾア=バロール》
「閃III」から登場。通称《黒》のアルベリヒ。地精たちの長を務める謎の人物。オズボーンと結託している。
《銅》のゲオルグ
声 - 森岳志
武器：戦術殻《ナグルファル》
地精の生まれの一人。アルベリヒの腹心。
《蒼》のジークフリード
武器：二丁拳銃
地精の代理人を名乗る仮面をつけた銀髪の男。

### 結社《身喰らう蛇》
《蒼の深淵》ヴィータ・クロチルダ
声 - 田村ゆかり
《蒼の深淵》の異名を持つ《蛇の使徒》の第二柱の女性。

《根源の錬金術師》マリアベル
声 - 田中理恵
武器：魔導杖&ローゼンベルク人形
「閃IV」に登場。《根源の錬金術師》の異名を持つ《蛇の使徒》の第三柱の女性。
「零の軌跡・碧の軌跡」にも登場。
《鋼の聖女》アリアンロード
声 - 久川綾
武器：騎兵槍
「閃III」から登場。《鋼の聖女》もしくは《鋼》の異名を持つ《蛇の使徒》の第七柱の女性。
高潔な武人にして作中屈指の実力者。
「碧の軌跡」にも登場。
《道化師》カンパネルラ
声 - 伊藤かな恵
武器：幻術
「閃III」から登場。執行者No.0。《道化師》の異名をもつ、少年のような姿をした人物。
幻焔計画の再開をうけて、見届け役として帝国入りする。
「空の軌跡」「碧の軌跡」にも登場。
《劫炎》のマクバーン
声 - 諏訪部順一
武器：焔の力＆魔剣《アングバール》
「閃II」から登場。結社の執行者No.I。《劫炎》、または《火焔魔人》の異名を持つ。
常に気怠げな態度をみせているが、執行者最強と謳われる、アリアンロードに匹敵する実力者。
《死線》のクルーガー
声 - ゆかな
武器：鋼糸＆ダガー
執行者No.IX。《死線》、または《告死線域》の異名を持つ。

《怪盗紳士》ブルブラン
声 - 三浦祥朗（閃II・IV）
「閃I・II・IV」に登場。結社の執行者No.X。エレボニア帝国を拠点にゼムリア大陸を翔る大怪盗であり、「怪盗B」の異名を取る。
百面相の変装技術と独自の美学を持っており、底の見えない性格をしている。
「空の軌跡」「零の軌跡」「碧の軌跡」にも登場。
《紅の戦鬼》シャーリィ・オルランド
声 - 竹達彩奈
武器：チェーンソーライフル《テスタ=ロッサ》
「閃III」から登場。執行者No.XVII。猟兵団「赤い星座」の大隊長も兼任する。
幻焔計画の再開をうけて、マリアベルの要請で帝国入りする。
「碧の軌跡」にも登場。
《神速》のデュバリィ
声 - 大空直美
武器：片手剣＆盾
「閃II」から登場。 結社の第七柱《鋼の聖女》アリアンロード直属の戦闘部隊、《鉄機隊》の筆頭女性隊士。
剣士としては相当な実力を持つが、やる気が空回り気味。
「碧の軌跡」にも登場。
《剛毅》のアイネス
声 - 伊瀬茉莉也
武器：ハルバード
「閃III」から登場。結社の第七柱《鋼の聖女》アリアンロード直属の戦闘部隊、《鉄機隊》の筆頭隊士補佐。
「碧の軌跡」にも登場。
《魔弓》のエンネア
声 - 佐藤聡美
武器：弓
「閃III」から登場。結社の第七柱《鋼の聖女》アリアンロード直属の戦闘部隊、《鉄機隊》の筆頭隊士補佐。
「碧の軌跡」にも登場。
ギルバート・スタイン
声：菅沼久義
武器：ライフル
「閃IV」に登場。結社の第06強化猟兵連隊の隊長。
「空の軌跡」にも登場。

### その他
ジョゼット・カプア
声：庄司宇芽香
「閃III」から登場。20歳（「閃III」）。カプア運送会社のゼネラルマネージャー。リーヴス出身。
「空の軌跡」にも登場。

## 世界設定
ゼムリア大陸西部において最大規模を誇るこの旧き大国では近年、2つの勢力が台頭し、国内における緊張が高まりつつあった。

### エレボニア帝国
本作の舞台。「I」・「II」では帝国中心部（東側）・東部・北部、「III」では帝国中心部（西側）・西部・南部が舞台となる。
ゼムリア大陸の西部にある《黄金の軍馬》を紋章に掲げる巨大帝国。
大貴族の支配する旧い体制の国家だったが、《鉄血宰相》の異名で知られるギリアス・オズボーンの政策で全土に鉄道網が敷かれ、急速に近代化している。
20以上もの機甲師団の他、領邦軍（大貴族の私設軍）など巨大な軍事力を保持しており、リベール王国への侵攻など、周辺諸国に常に緊張を強いてきた。

#### 帝国中心部
緋の帝都ヘイムダル (Heimdallr)
エレボニア帝国の首都。人口は約80万人で、帝国最大の都市。 西ゼムリア大陸で最大級の規模、及びゼムリア大陸全土でも、最大の人口を誇る。緋色のレンガを基調にした美しい街並みで、歴史的な建造物も数多く存在。帝国を張り巡らせる鉄道の要衝で都市部には導力トラム（路面列車）が走っている。北側に政府機関が集結している。 行政は帝国政府に属する帝都庁が担当しており、現長官は平民出身のカール・レーグニッツ。治安維持は帝都憲兵隊が担っている。16の街区が存在し、それぞれが地方都市並の規模をもつ。街の北側には、皇居や政府機関が入ったバルフレイム宮がある。宮殿の前のドライケルス広場から、帝国全土の鉄道網が集結するヘイムダル中央駅までヴァンクール大通りが存在し、街の中心となっている。
近郊都市トリスタ (Trista)
帝都の東、大陸横断鉄道で20分ほどの位置にある近郊の町。都市規模は大きくはないが落ち着いた歴史情緒のある街であり、トールズ士官学院や、トリスタ放送などの施設が存在する
近郊都市リーヴス (Leaves)
帝都の西側近郊にある、風光明媚な地方都市。かつてとある男爵家が治めていたが没落し、その後は暫定的に皇帝家の直轄領扱いとなっていた。トールズ士官学院第II分校がある。

#### 帝国東部・クロイツェン州 (The Province of Kreuzen)
帝国東部の州。アルバレア公爵家が治める。現領主はヘルムート・アルバレア公爵。 
近年大規模な増税が行われており、領民の不満が高まっている。
翡翠の公都バリアハート (Bareahard)
帝国東部クロイツェン州の州都で、四大名門のアルバレア公爵家が治める街。過去に皇帝が居を構えていた時代もあったため、現在も多くの貴族が在住しており貴族街を形成している。また、宝石や毛皮の産地としても知られ、それらに従事する職人たちも多く存在している。
オーロックス砦 (Aurochs Fort)
貴族の街・バリアハート東部の峡谷地帯にある巨大な中世の城塞。
交易町ケルディック (Celdic)
広大な穀倉地帯の中心に位置する、各種交易が盛んな町。大陸横断鉄道の中継駅もあり、毎週開かれる大市はかなりの賑わいとなる。
ルナリア自然公園
ケルディックの北西郊外にある自然公園。
双龍橋（）
東ケルディック街道とガレリア間道の間に築かれたクロイツェン領邦軍の拠点。
湖畔の町レグラム (Legram)
バリアハートの南西方面にある、アルゼイド子爵家が治めるエベル湖畔の街。南部サザーラント州への水上定期船が出ており、バカンスに訪れる者もいるが、「光の剣匠」と呼ばれる子爵家当主が開いている「練武場」を訪れる者も多い。霧が出る日が多く、精霊や妖精、魔物などの伝承やおとぎ話が残っている他、250年前の獅子戦役で活躍した「槍の聖女サンドロット」の伝説も残っている。
ローエングリン城 (Lohengrin Castle)
レグラム近郊、エベル湖の崖沿いにそびえ立つ、美しくも壮麗なる古城。聖女サンドロットが率いた《鉄騎隊》が本拠地にしたと伝えられており、当時副長を務めたアルゼイド子爵家が、現在、廃墟と化した城を管理している。
ガレリア要塞
帝国東端、クロスベル自治州との境に築かれた帝国正規軍の一大拠点。第五機甲師団の駐屯地となっており、共和国方面に睨みを利かせる他、貴族勢力の一翼であるクロイツェン州領邦軍を牽制する役割も暗に担っている。５年前、クロスベル市を射程に入れた列車砲が配備され、国際的な緊張感を煽った。

#### 帝国北部・ノルティア州 (The Province of Nortia)
帝国北部の州。ログナー侯爵家が治める。現当主はゲルハルト・ログナー侯爵。 
黒銀の鋼都ルーレ (Roer)
帝国北部ノルティア州の州都で、四大名門のログナー侯爵家が治める街。巨大工場や導力ジェネレーターが背景に立ち並ぶ、重厚かつ機能美のある街並み。大陸最大の重工業メーカーであるラインフォルト社の本社があることでも有名で、ルーレ工科大学という、技術者を養成するための研究・教育機関なども存在する。
ザクセン鉄鉱山 (Sachsen Iron Mine)
ルーレ北東に位置する巨大な鉄鉱山で、200年以上帝国の屋台骨を支える場所。エレボニア皇帝の直轄地として、ラインフォルト社とノルティア州が共同管理しており、採掘された鉄鉱石は隣接する製鉄所に運ばれて鉄鋼となり、帝国全土へと送られる。
黒竜関（）
ノルティア街道の南端に築かれたノルティア領邦軍の拠点の一つ。
温泉郷ユミル
エレボニア帝国、北部のアイゼンガルド連峰の麓にある保養地。シュバルツァー男爵家が治める温泉郷。古くから温泉郷として知られており、湧き出る温泉は万病に効くとされている。

#### 帝国西部・ラマール州
帝国西部の州。カイエン公爵家が治める。 州領邦軍の総司令は《黄金の羅刹》オーレリア・ルグィン将軍。 
紺碧の海都オルディス
帝国西部ラマール州の州都で、四大名門のカイエン公爵が治める街。
歓楽都市ラクウェル
ラマール州の内陸部に位置する。古くから帝都方面とオルディス方面を結ぶ街道にジュライ、アラゴン鉄鉱山、ノーザンブリア方面からの街道が合流点するラマール州内の交通の要衝であった。 帝国有数の歓楽街が形成され、小劇場やカジノ・賭博場、高級クラブが軒を連ねている。
ジュノー海上要塞
ラマール州にある貴族連合軍の本拠地。元々は近代的な改修を施した暗黒時代に築かれた巨大な城塞。《十月戦役》では帝国政府と貴族連合のルーファスの間で停戦が結ばれた後も、ラマール州領邦軍司令官であったオーレリア率いる旧貴族連合軍は1205年8月までに籠城した。その時の戦力は5万の兵で、多数の機甲兵、大型飛行艇、3年は籠城できるだけの物資、対空砲も完備していた。「III」では統合地方軍の本拠地となっている。正面から攻略した場合の被害は10万規模になると言われている。
ブリオニア島
帝国西部の無人島であり、遺跡で有名とされる。ノルド高原同様巨像が存在している。
エイボン丘陵
湖畔の宿場町ミルサンテ
ガラ湖の湖畔に位置する小さな宿場町。
ガラ湖
ラマール州にある大きな湖。
辺境の町アルスター
ラマール州の北東にある、小さな田舎町。オリヴァルト皇子の出身地でもある。
オスギリアス盆地

#### 帝国南部・サザーラント州
白亜の旧都セントアーク
帝国南部サザーラント州の州都で、四大名門のハイアームズ侯爵家が治める街。
紡績町パルム
エレボニア帝国とリベール王国の国境間で一番近い町。
ドレックノール要塞
帝国正規軍の南部方面における司令部。サザーラント州の北部に存在する。
タイタス門
帝国の南部国境。リベール王国に面している。
イストミア大森林
セントアークの西側に位置する帝国でも最大規模の原生林。
隠れ里エリン
特殊な結界で隠された魔女の眷属たちの本拠地。
忘れ去られし村ハーメル
かつて帝国南部、王国との国境付近に存在していたとされる小さな村。
表向きは大規模な災害によってなくなったとされているが、実は百日戦役の勃発するきっかけになり、地図から抹消されてしまった。
詳細は『ハーメルの悲劇』にて。

#### 帝国併合地域（属州）
ジュライ特区
帝国西部ラマール州より北西部に位置する。1197年、旧ジュライ市国の併合に伴い設置。
クロスベル州
帝国東部クロイツェン州より更に東に位置する。帝国の《十月戦役》が終わった後の1205年、旧クロスベル自治州の併合に伴い設置。
「零の軌跡」、「碧の軌跡」の舞台でもある。
ノーザンブリア州
帝国西部ラマール州、帝国中心部より北に位置する。1205年の《北方戦役》の後、旧ノーザンブリア自治州の併合に伴い設置。

### その他の国・地域
ノルド高原 (Nord Highlands)
帝国北東、アイゼンガルド連峰を越えた先に広がっている峻厳な高原地帯。古くから遊牧民が暮らしており、羊の放牧や馬の育成などで生計を立てている。地理的にカルバード共和国にも近く、帝国と共和国の双方が領有権を主張している係争地となっている。
ノルドの遊牧集落 (Nomadic Village)
高原地帯の中央に位置するガイウスの故郷。「ゲル」と呼ばれる移動式住居で成り立ち、季節ごとに場所を移動する。帝国との関係は古く、高原に駐留する帝国軍の国境師団との関係も良好。かつてドライケルス大帝が若き頃、流浪の果てに迎えられたという逸話も。

### 組織・施設・軍事
トールズ士官学院・本校
帝国の中興の祖、ドライケルス大帝が開いた歴史ある士官学校。開校時に大帝が残した言葉「世の礎となれ」をモットーとしている。皇族の男子が通うことでも知られるが、近年は革新派と貴族派の対立の影響を受けており、校内で平民生徒と貴族生徒とのいさかいが起こることも多い。帝都東の都市トリスタにある。「III」時点では第II分校が新設されて、こちらはトールズ本校と称される。 暗黒時代の遺跡だと思われるヴァリマールの封印されていた《旧校舎》が存在する場所でもある。
「閃I」の時点では、理事長はオリヴァルトで、理事は革新派のカール・レーグニッツ帝都知事、ラインフォルト社の会長であるイリーナ・ラインフォルト、貴族派のルーファス・アルバレアの3人、学院長はヴァンダイクである。
特科クラス VII組 ／ 旧VII組
オリヴァルト皇子の発案で誕生した新しいクラス。表向きは新型戦術オーブメント《ARCUS（）》を運用するために新設されているが、実際にはさまざまな状況に対応できる人材を育成するのが目的となっている。 貴族クラスと平民クラスに分かれたトールズ士官学院において、身分に全く囚われない選抜がされており、メンバーは八葉一刀流の剣士、ラインフォルト社の令嬢、帝国軍将官の息子、アルゼイド流の剣士、革新派の重鎮の息子、大貴族の御曹司、《魔女の眷属（）》の末裔、元猟兵の娘、外国からの留学生、鉄血の子供の1人、2年生の銃使い、更に教官は《紫電》と呼ばれた元A級遊撃士がいる。
設立当初、生徒は9人だったが、2人加わり11人いる。
内戦後はリィン以外のメンバーは1年で卒業した。卒業後の「閃III」時点では《旧VII組》と呼ばれている。

トールズ士官学院・第II分校
トールズ士官学院が帝国正規軍の本格的な軍学校となる流れを受け、七耀暦1206年に新たに帝都西郊の都市リーヴスに新設されることになった分校。 立場の難しい貴族子女や外国人、クロスベル出身者など訳ありの生徒ばかりが集まっているほか、教官陣の異例きわまる人事にも注目が集まっている。
トールズ士官学院は「閃I」の時、貴族クラスと平民クラスに分かれていたが、3つのクラス共に身分に全く囚われない選抜がされている。
戦術科（VIII組）、主計科（IX組）に加えて、ごく少数の生徒を集めた特務科（VII組）の3クラスが存在している。
特務科 VII組 ／ 新VII組
灰色の騎士と呼ばれた剣士であるリィン・シュバルツァーが担当教官を務める特別クラスで《新VII組》とも呼ばれている。教官であるリィン自身がひきいることで、さまざまな目的を達成する特務小隊としての活躍が期待されており、そのため、生徒も3名のみという小規模クラスになっている。特科クラス《VII組》と同じく、学院理事でもあったオリヴァルト皇子の提唱により設立された。新型戦術オーブメント《ARCUS》を運用するために新設された旧《VII組》の時とは異なった目的のために設立された。
VII組の主要活動は広域哨戒と現地貢献であり、現地周辺に敵勢力がいないかなどの偵察を兼ねた情報収集活動、本演習を現地に肯定的に受け入れてもらうための支援活動を行う。
クロスベルの実習後は分校長の計らいにより、VIII組から1名、IX組から1名がVII組に移籍して、生徒5名になった。メンバーは灰色の騎士以外にもクロスベル州の出身者、ヴァンダールの双剣士、黒兎と呼ばれた情報局員、歓楽都市で自警団を率いた不良少年、イーグレット伯爵家出身の少女がいる。
戦術科 VIII組
クロスベルきっての戦術家と呼ばれたランディ・オルランドが担当教官を務める特別クラス。特別実習では、戦闘訓練と機甲兵によるミッション演習を行う。
主計科 IX組
内戦時に紅き翼・カレイジャスを率いた才媛であるトワ・ハーシェルが担当教官を務める特別クラス。特別実習では、通信、補給、救護などの実戦演習を行う。

領邦軍／貴族連合軍／統合地方軍
正規軍が帝国の国防を担う一方、領邦軍は大貴族《四大名門》の運営する地方の各州の治安維持を主任務とする。激化する《革新派》と《貴族派》の対立の中、正規軍と同じ装備を配備する様に変化した。 帝国における1204年の内戦《十月戦役》にて、各州の領邦軍は貴族連合総主宰のカイエン公爵の下、貴族連合軍と一体化して正規軍と帝国全土で交戦した。
《十月戦役》では帝国政府と貴族連合のルーファスの間で停戦が結ばれた後も、ラマール州領邦軍司令官であったオーレリアは旧貴族連合軍の5万の兵と共に1205年8月までにジュノー会場要塞に籠城した。
《十月戦役》の終結後、各州の領邦軍は帝国政府の引き締めにより大幅な規模の縮小を余儀なくされた。旧貴族連合軍は統合地方軍へと再編され、兵力は3万ほどである。
リィンとは《十月戦役》で敵対していたが、内戦自体カイエン公やアルバレア公の暴走であり、主君筋の愚行を止めたことと、ノーザンブリアの《北方戦役》で暴走した人形兵器を数百体倒したこともあって、兵士達は友好的である。

帝国正規軍
皇帝及び帝国政府の指揮下にある国防を担う軍。最新式の戦車や装甲車が多く配備されており、20を超える機甲師団を構成している。「III」ではトールズ士官学院の学院長だったヴァンダイクが元帥に現役復帰した。
第三機甲師団
ノルド高原との国境にあるゼンダー門に駐屯する機甲師団。司令官は《隻眼》のゼクスことゼクス・ヴァンダール中将。正規軍の中でも精鋭と評されており、その知名度は高い。 高度な連携技術を作戦の要としている。ノルドの民との関係も良好であり、彼らとは情報交換を行う協力関係を築いている。ゼンダー門のみならず共和国方面の国境に設置された監視塔の警備・運営も担当している。 「III」ではオーロックス砦に異動している。
第四機甲師団
主に双龍橋から東に展開される機甲師団。司令官は「《紅毛》のクレイグ」の異名をもつオーラフ・クレイグ中将。正規軍の中でも最強とうたわれており貴族派から最大限に警戒されている。 凄まじい打撃力を誇る戦車部隊を有する。「III」ではドレックノール要塞に異動している。
第七機甲師団
主に帝国西部に展開される機甲師団。革新派とは距離を置き中立路線をとっている。またミュラー・ヴァンダールが在籍している。「III」ではゼンダー門に異動している。
第十三機甲師団
百日戦役当時はレクター・アランドールの父親が将官を務めていた。
鉄道憲兵隊
帝国全土に張り巡らされた鉄道網を駆使して各地の治安維持を担う部署。各鉄道が一か所に集中する帝都ヘイムダルに本拠を据えている。 情報局同様、オズボーン宰相により設立されており、両者は高度に連携している。 その性質上、地方の治安維持を担ってきた領邦軍とは対立を起こしている。作中では《氷の乙女》の異名をもつクレア・リーヴェルト憲兵大尉が指揮をとる。
帝国軍情報局
帝都の治安諜報活動を担う部署。オズボーン宰相が設立した。 大陸諸国に先駆けて設立されただけあり、その諜報能力は大陸随一。その任は国外の諜報活動に留まらず、諸外国への工作活動や国内の反乱分子の調査なども担当している。作中では《かかし男》レクター・アランドールが諸外国での諜報・裏交渉を、《白兎》ミリアム・オライオンが国内での諜報活動を行っている。
帝都憲兵隊
帝都の治安維持を担う部署。
衛士隊
内戦後に解体された近衛兵や、守護職を解任されたヴァンダール家に代わり、皇室の警護を担う部隊。
クロスベル州にも配備されており、そちらは「総督親衛隊」の通称で呼ばれる。
特務支援課
旧クロスベル警察にあった部署で市民の御用聞きから魔獣退治まで、ありとあらゆる依頼を請け負う。かつて「教団事件」（「零の軌跡」）や「碧の大樹事件」（「碧の軌跡」）を解決した。「閃II」で帝国がクロスベル占領したことにより解散した状態に置かれる。リーダーは捜査官のロイド・バニングス。他のメンバーはトールズ士官学院・第II分校に出向しているランドルフ・オルランド、エプスタイン財団・クロスベル支部の研究主任のティオ・プラトー、リーダー補佐はクロスベル議長の孫であるエリィ・マクダエル、ある競売会事件で保護された少女であるキーア・バニングスがいる。
遊撃士協会
民間人の保護と地域の平和を目的とした民間団体。帝国内の遊撃士協会は、帝国政府の圧力によりほぼ閉鎖状態。
後に併合されたクロスベル遊撃士協会も閉鎖状態になる。
七耀教会
ゼムリア大陸で最も広い信仰を集める宗教組織。
身喰らう蛇
世界に暗躍する謎の結社。

### 経済関連の組織
ラインフォルト社
帝国内で圧倒的なシェアを誇る導力製品メーカー。現会長はイリーナ・ラインフォルト。ルーレ市に本社を置く。 中世の武器工房を発祥としており、帝国正規軍の軍備のほぼ全てを制作している。 導力革命以後は家庭用の機器から列車、飛行船まで幅広く制作・販売しており、近年はエプスタイン財団がシェアを独占していた戦術オーブメントまで製品の幅を広げている。
イリーナが会長に就任して以降は、4つの製作所による独立採算制がとられている。組織が大きくなりすぎたためか、会長の知らぬところで取締役たちが勝手なことをしていることが多くなっている。
帝国時報社
帝都ヘイムダルに本社を置く報道機関。
リーヴェルト社
音楽楽器メーカー。クレアの父とミハイルの父が運営していた。『空』のヨシュアのハーモニカ、「零・碧」のエリィのオルゴールなど、国内外でも普及している。
クライスト商会
帝都ヘイムダルに本拠を置く総合商会。この商会の御曹司であるヒューゴは「I・II」でトールズ士官学院に在籍していた。
レイクロード社
帝国でもメジャーな釣り具メーカー。 会社を運営するレイクロードは男爵家である。
トリスタ放送
近郊都市トリスタに拠点を構えるラジオ局。 現在は人気パーソナリティであるミスティの登場もあり知名度は高い。

## 兵器・技術
カレイジャス
リベール王国が誇る高速巡洋艦《リベールの白き翼》「アルセイユ」の2番艦。エレボニア帝国オリヴァルト皇子主導の元、エプスタイン財団・ラインフォルトグループ・リベールのツァイス中央工房(ZCF)により共同開発され、その他にも帝国のルーレ工科大学など多方面からの技術協力も得て竣工された。開発はオリヴァルトが公務の激務の最中をぬってあちこちに働きかけることで実現し、また開発資金もオリヴァルトがあちこちから融通してもらい、その中には彼の父である帝国皇帝も含まれている。
皇族の船という扱いになっており、貴族派と革新派の対立の泥沼化を回避するための中立的な第三勢力の旗艦としての役割も持っている。艦長はヴィクター・S・アルゼイド子爵。
全長75アージュ。最高時速は3000セルジュ。アルセイユの2倍近いサイズで、ZCF製の高性能エンジンを20基搭載することで高い速度性能を実現した。速度ではアルセイユに劣るものの、エプスタイン財団製の最新情報処理システムを搭載し、さらに高い装甲性能と迎撃性能を誇っている。クルーは、半数は帝国軍第七機甲師団から一時的に出向している者たち、もう半数は身分や国籍も様々な民間出身者で構成されている。
「閃II」ではトールズ士官学院生によって運用され、トワ・ハーシェルが艦長代理を務めた。

パンタグリュエル
貴族連合の旗艦となる空中戦艦。オズボーン宰相への狙撃と共に帝都上空に現れ、機甲兵を用いた電撃的な降下作戦で帝都を制圧した。
全長250アージュ。『空の軌跡』に登場した「グロリアス」とほぼ同じサイズであり、多数の機甲兵と飛行艇、戦車を搭載する他、強力な武装も施されている。
七の機神
《灰の騎神》ヴァリマール
トールズ士官学院の旧校舎最下層に眠っていた1体目の騎神。いつ製造されたものか不明だが、鉱物と陶器の中間のような材質で造られている。パイロット席に《起動者（）》と呼ばれる人物が搭乗することにより起動する。機体は人間と同じように稼働し、《起動者》の戦闘技術をそのままトレースする。さらに飛行機能も有している。
《起動者》は旧校舎に仕掛けられていた全7階層にわたる候補者への試練をクリアした者が選ばれ、「閃I」の終盤にリィン・シュバルツァーがその資格を得た。同作最終盤に起動し、リィンの戦闘技術と機体性能が合わさってトリスタの街に攻めてきた隊長用の機甲兵を圧倒した。
AIに似た自立した意思を有しており、《起動者》と意思疎通が行える。
《獅子戦役》の折にドライケルス大帝とリアンヌ・サンドロットが使用して、暴走する《緋色の騎神》テスタ＝ロッサを封印したと言われている。
《蒼の騎神》オルディーネ
「帝国解放戦線」のリーダー《C》が駆る2体目の騎神。ヴァリマールと同タイプの兵器で3年以上前に《C》を《起動者》として起動した。武装は《C》の得物と同じ「双刃剣（）」。
「奥の手」として性能が格段に上がる機構を持っており、その時は全身の装甲の一部が展開して発光する。「閃I」の最終盤に、起動して間も無いヴァリマールと初激突し、一時はリィンの限界を引き上げた実力もあって膝をつかされるものの、最後に「奥の手」の力を使って一撃で吹き飛ばして戦闘不能に追いやる。
《緋の騎神》テスタ＝ロッサ
帝都のバルフレイム宮の最下層に眠っていた3体目の騎神。
エンド・オブ・ヴァーミリオン
『閃II』における終章のラストボス。通称《緋き終焉の魔王》。《暗黒竜》を倒したテスタ=ロッサが竜の呪いで変貌したもので、「千の武器を持つ魔人」と呼ばれた。
《紫紺の騎神》ゼクトール
4体目の騎神。現在は死んだはずのルトガーを起動者として復活していた。獅子戦役においては第六皇子ルキウスの陣営の猟兵達のリーダーが起動者となり活躍したが、終局においてエンド・オブ・ヴァーミリオンに敗れて破壊された。武器は起動者と同じバスターグレイブ。
《銀の騎神》アルグレオン
ローエングリン城に眠っていた5体目の騎神。 現在の起動者はリアンヌ・サンドロットことアリアンロード。導き手は緋のローゼリア。 獲物はアリアンロードと同じく大型の騎乗槍。リアンヌは起動者となってからも大きすぎるものとして封印していた。 だが獅子戦役の終盤に封印を解きドライケルスの《灰》と煌魔城攻略に向かい、決戦にてエンド・オブ・ヴァーミリオンからドライケルスをかばい致命傷を受ける。 その後、起動者と共に姿を晦ましていたが、幻焔計画奪還の為に遂に姿を現す。
《黒の騎神》イシュメルガ
6体目の騎神。現在の起動者はギリアス・オズボーン。
《金の騎神》エル＝プラドー
クロスベル州で目覚めた最後の騎神。現在の起動者はルーファス・アルバレア。
機甲兵（パンツァー・ゾルダ）
ラインフォルト社の第五開発部が開発した人型機動兵器。騎神オルディーネを参考にして「何者か」の依頼を受けて製造した。高い汎用性とローラーダッシュ機構を用いた高機動力、戦車砲でも傷つかない堅牢な装甲を有する。
ドラッケン
最も汎用性が高い一般機として設計された《汎用機甲兵》で汎用機とも呼ばれる。特殊な機能は搭載していないが扱いやすい。 装甲は装甲車を両断したヴァンダイク学院長の斬撃でも突破出来ず、最新式のエンジンによって馬力も相当である。
リィン、ユウナ、クルト、アッシュが使用。
シュピーゲル
ドラッケンをベースに強化された《上位機甲兵》で上位機とも呼ばれる。部隊の隊長など搭乗する。   出力と反応速度が上がっているが操作はドラッケンよりも困難。機甲兵の弱点である防御力をカバーするため、戦車砲を弾く《リアクティブアーマー》と呼ばれるフィールドを瞬間的に発生させる事ができるが、使いこなすのはさらに難しい。トールズ第II分校にも配備される。
オーレリア、クルト、ナイトハルト、スカーレットが使用。
ヘクトル
高い出力と防御性能を実現するために設計された《重装機甲兵》。ドラッケンの1.5倍の装甲と出力を誇る反面速度と機動性は劣る。 ショルダーユニットに連装キャノンも搭載可能。 ヘクトル弐型は速度と機動性が僅かに上昇している。 トールズ第II分校に最初から配属されていた機体である。
ログナー侯、ウォレス、ランディ、アッシュが使用。
ケストレル
高い速度と機動性を誇る軽量化された《高速機甲兵》であり高速機とも呼ばれる。 バーニアを使用することで瞬間的な跳躍・高速移動を可能にしており、飛行船を利用した高度からの急襲作戦にも対応可能。他の人型機甲兵と違って踵に移動用の車輪がついていない。 ケストレルβは防御が難点のケストレルの間接部の防御性能を向上させた最新型である。
ミュゼ、スカーレットが使用。
ゴライアス
巨人機とも称される圧倒的出力・装甲性能を誇る特別な巨大機甲兵。 巨大な腕による白兵戦と、肩部のブラスターキャノンによる遠距離攻撃により戦場を蹂躙できる。 速度・機動性・運用性が難点だがバーニアによる短距離移動も可能である。ゴライアスの最新型であるゴライアス・ノア は1機あたりの生産コストがドラッケンの20倍近いため量産はされておらず、帝国正規軍にも十機ほどしか配備されていない。
アルティナ、ヴァルカン、オーラフ・クレイグが使用。

## 主題歌

### 閃の軌跡I
オープニングテーマ「明日への鼓動」
歌：小寺可南子、演奏：Falcom jdk BAND
エンディングテーマ「I miss you」
歌：小寺可南子、演奏：Falcom jdk BAND

### 閃の軌跡II
オープニングテーマ「閃光の行方」
歌：小寺可南子、演奏：Falcom jdk BAND
エンディングテーマ「I'll remember you」
歌：佐坂めぐみ、演奏：Falcom jdk BAND

### 閃の軌跡III
オープニングテーマ「行き着く先」
歌：佐坂めぐみ、演奏：Falcom jdk BAND
エンディングテーマ「嘆きのリフレイン」
歌：末廣優里、演奏：Falcom jdk BAND

### 閃の軌跡Ⅳ
オープニングテーマ「明日への軌跡」
歌：佐坂めぐみ、演奏：Falcom jdk BAND
エンディングテーマ「愛の詩」
歌：末廣優里、演奏：Falcom jdk BAND

## 関連商品

### コミカライズ
「英雄伝説 閃の軌跡」の題名でファルコムマガジンvol.44から連載中。原作は日本ファルコム、脚本は恵村まお、漫画はさがら梨々。コミックスがメディアパルから発売。
1. 2015年8月18日発売、ISBN 978-4-8021-3011-0
2. 2016年3月11日発売、ISBN 978-4-8021-3017-2
3. 2016年8月6日発売、ISBN 978-4-8021-3025-7
4. 2016年12月9日発売、ISBN 978-4-8021-3042-4
5. 2017年10月10日発売、ISBN 978-4-8021-3071-4
6. 2018年9月11日発売、ISBN 978-4-80-213123-0

### ノベライズ
「英雄伝説 閃の軌跡 メンタルクロスリンク」の題名で発売。著者は草薙アキ、挿絵はYahaKo。単行本がメディアパルから発売。
- 2015年12月9日発売、ISBN 978-4-80-213015-8

### 書籍・雑誌

#### 閃の軌跡I
- 日本ファルコム公式『英雄伝説 閃の軌跡』ザ・コンプリートガイド（KADOKAWA、2013年11月8日発売） ISBN 978-4-04-866047-1
- 『英雄伝説 閃の軌跡』公式パーフェクトガイド（KADOKAWA、2013年11月8日発売） ISBN 978-4-04-729310-6
- 英雄伝説 閃の軌跡 プレイヤーズナビゲーター（アスキー・メディアワークス、2013年9月21日発売）
- 英雄伝説 閃の軌跡 公式ビジュアルコレクション（KADOKAWA、2014年3月27日発売） ISBN 978-4-04-866370-0
- 英雄伝説 閃の軌跡 シナリオブック（新紀元社、2015年6月19日発売） ISBN 978-4-7753-1318-3

#### 閃の軌跡II
- 日本ファルコム公式『英雄伝説 閃の軌跡II』ザ・コンプリートガイド（KADOKAWA、2014年11月8日発売） ISBN 978-4-04-866979-5
- 『英雄伝説 閃の軌跡II』公式パーフェクトガイド（KADOKAWA、2014年11月8日発売） ISBN 978-4-04-729310-6
- 英雄伝説 閃の軌跡II プレイヤーズ ナビゲーター（KADOKAWA、2014年9月18日発売）
- 英雄伝説 閃の軌跡II 公式ビジュアルコレクション（KADOKAWA、2015年3月27日発売） ISBN 978-4-04-866980-1

#### 閃の軌跡I・II
- 英雄伝説 閃の軌跡 THEアートブック（SBクリエイティブ、2015年9月18日発売） ISBN 978-4-7973-8304-1

#### 閃の軌跡III
- 日本ファルコム公式『英雄伝説 閃の軌跡III』ザ・コンプリートガイド（KADOKAWA、2017年11月16日発売） ISBN 978-4-04-893312-4
- 英雄伝説 閃の軌跡III 公式ビジュアルコレクション（KADOKAWA、2018年3月24日発売） ISBN 978-4-04-893267-7

#### 閃の軌跡IV
- 日本ファルコム公式『英雄伝説 閃の軌跡IV』ザ・コンプリートガイド（KADOKAWA、2018年11月16日発売） ISBN 978-4-04-912125-4
- 英雄伝説 閃の軌跡IV -THE END OF SAGA- 公式ビジュアルコレクション（KADOKAWA、2018年12月29日発売） ISBN 978-4-04-912123-0

### 音楽CD・配信

#### 閃の軌跡I
- 英雄伝説 閃の軌跡 オリジナルサウンドトラック（全87曲・4枚組、2013年12月13日発売）
- 英雄伝説 閃の軌跡 スーパーアレンジバージョン（全10曲、2014年4月11日発売）
- オープニング主題歌「明日への鼓動」（2013年8月21日発売）
- エンディング主題歌「I miss you」（2013年11月8日発売）

#### 閃の軌跡II
- 英雄伝説 閃の軌跡II オリジナルサウンドトラック（全50曲・2枚組、2014年11月26日発売）
- 英雄伝説 閃の軌跡II サウンドトラック オリジナル・マスター（全50曲、2014年11月14日配信）

#### 閃の軌跡III
- 英雄伝説 閃の軌跡III オリジナルサウンドトラック（全90曲・4枚組、2017年11月15日発売）

#### 閃の軌跡IV
- 英雄伝説 閃の軌跡IV  オリジナルサウンドトラック（全69曲・3枚組、2018年12月13日発売）

## テレビアニメ
『The Legend of Heroes 閃の軌跡 Northern War』（ザ レジェンド オブ ヒーローズ せんのきせき ノーザンウォー）のタイトルで、2023年1月から3月までTOKYO MXほかにて放送された。
物語はノーザンブリア自治州を舞台に、オリジナルヒロインの視点からシリーズを描くものとなる。作中にはリィンやアルティナなどのゲームのキャラクターも登場する。
同2023年10月には「USERJOY Technology」社が、このアニメをベースとしたスマートフォンアプリゲーム版『英雄伝説 閃の軌跡：Northern War』の開発発表およびストア予約を開始（正式サービス開始日は未定。ファルコムは監修という立ち位置で関与）。

### 登場人物（テレビアニメ）
ラヴィアン・ウィンスレット
声 - 小市眞琴
マーティン・S・ロビンソン
声 - 中村悠一
イセリア・フロスト
声 - ブリドカットセーラ恵美
タリオン・ドレイク
声 - 小野友樹
グラーク・グロマッシュ
声 - 壤晴彦
ジェイナ・ストーム
声 - 園崎未恵
ローガン・ムガード
声 - 近藤孝行
イバーノ
声 - 福島潤
タック
声 - 木島隆一

### スタッフ
- 原作 - 日本ファルコム[33]
- 監督 - 佐藤英一[33]
- アニメーションストーリー考証 - 恵村まお[33]
- シリーズ構成 - リョウガヒデキ、恵村まお[33]
- オリジナルキャラクターデザイン - 原将治[33]
- キャラクターデザイン - 大沢美奈[33]
- 魔獣デザイン - 森木靖泰
- 美術デザイン - 平澤晃弘
- プロップデザイン - 枝松聖、原由知、小川浩
- 美術監督 - 内藤健
- 色彩設計 - 村田恵里子
- モニターグラフィックス・2Dデザイン - 齋藤睦
- CGディレクター - 乙部善弘
- 撮影監督 - サイトウタカオ
- 編集 - 松原理恵
- 音響監督 - 濱野高年
- 音楽 - 伊藤翼
- 音楽プロデューサー - 木皿陽平
- 音楽制作 - ストレイキャッツ
- プロデューサー - 劉信、末平アサ、李旎、Ming H. Chan、Tom Hsu、Joe Teng、孫守頤、Adam Zehner、楊建利、Diana Liu、熊田洋
- アニメーション統括プロデューサー - 柳橋基治
- アニメーションプロデューサー - 後藤広光
- アニメーション制作 - タツノコプロ[33]
- 製作 - 閃の軌跡NW製作委員会

### 主題歌（テレビアニメ）
「The story so far」
秋田知里によるオープニングテーマ。作詞は秋田、作曲・編曲は鳴瀬シュウヘイ。
「proud hero」
中川奈美によるエンディングテーマ。作詞は中川、作曲・編曲は山口朗彦。

### 各話リスト
| 話数 | サブタイトル                 | 脚本     | 絵コンテ                         | 演出              | 作画監督                                                                                                   | 総作画監督    | 初放送日      |
| ---- | ---------------------------- | -------- | -------------------------------- | ----------------- | --- | ------------- | ------------- |
| #01  | 誰そ彼は……黄昏の英雄         | 涼村千夏 | 佐藤英一                         | 五月女有作        | 下川寿士 徳田夢之介 臼田美夫 服部憲知 STUDIO MASSKET Jiang liang Wang meng                                 | 原将治        | 2023年 1月8日 |
| #02  | 集いし不快な漆黒             | 涼村千夏 | 佐藤英一 横内一樹                | 横内一樹          | 下川寿士 河原久美子 松下清志 青木真理子 坪田慎太郎 光の園・アニメーション                                  | 徳田夢之介    | 1月15日       |
| #03  | 闇に覆われた紺碧への招待     | 大西信介 | 中山岳洋                         | ウヱノ史博        | Lee Seong-jin Hwang Seong-won Shin Eu-na Kim Min-ja Lee Eun-young                                          | 小美野雅彦    | 1月22日       |
| #04  | 青い結晶の打ち解け           | 平松正樹 | 飯田崇                           | 則座誠            | 陳力浩 池田竜也 鎌倉宏也                                                                                   | 原将治        | 1月29日       |
| #05  | 灰色の旅の果てに             | 涼村千夏 | 佐藤英一 西田正義                | 五月女有作        | 松下清志 坪田慎太郎 片岡恵美子 松下純子 服部憲知 武田薫 久利弘志                                           | 徳田夢之介    | 2月5日        |
| #06  | 紅蓮に燃えさかりし記憶       | 大西信介 | 横内一樹                         | 横内一樹          | 松下清志 坪田慎太郎 ハンミンギ 青木真理子 二上由佳子 光の園・アニメーション                                | 小美野雅彦    | 2月12日       |
| #07  | 重ね塗られた鉛色の真実       | 平松正樹 | こでらかつゆき                   | 門田英彦          | 武口憲司 kwon yong sang                                                                                    | 原将治        | 2月19日       |
| #08  | 決意の間、白茶けた城下       | 恵村まお | 西田正義                         | 粟井重紀          | 坪田慎太郎 松下清志 河原久美子 服部憲知 久利弘志 松下純子 片岡恵美子 二上由佳子 青木康哲 リバイバル 川島尚 | 小美野雅彦    | 2月26日       |
| #09  | 命運尽きて尚果てぬ蒼白な呪い | 大西信介 | 佐藤英一                         | 矢野孝典 佐藤英一 | Lee Seong-jin Kang Hyeon-guk Shin Eu-na Kim Jin-young Kim Jong-suk                                         | 原将治 川島尚 | 3月5日        |
| #10  | 穗の香が導く再起の銀         | 平松正樹 | こでらかつゆき                   | ウヱノ史博        | Kang Hyeon-guk Kim Jong-suk Shin Eu-na Kim Min-ja                                                          | 徳田夢之介    | 3月12日       |
| #11  | 騎神、鈍色へ降り立つ         | 恵村まお | どじゃがげん                     | 五月女有作        | 原田一郎 迫江沙羅 慧敏 明光 景阿尼                                                                         | 徳田夢之介    | 3月19日       |
| #12  | 真白に染まる                 | 恵村まお | 佐藤英一 こでらかつゆき 西田正義 | 安藤健            | 青木康哲 ハンミンギ 松下清志 青木真理子 坪田慎太郎 髙田晃 明光 景阿尼 慧敏                                 | 原将治 川島尚 | 3月26日       |

### 放送局
| 放送期間                | 放送時間                     | 放送局          | 対象地域 | 備考                    |
| ----------------------- | ---------------------------- | --------------- | -------- | ----------------------- |
| 2023年1月8日 - 3月26日  | 日曜 23:30 - 月曜 0:00       | TOKYO MX        | 東京都   |                         |
| 2023年1月9日 - 3月27日  | 月曜 23:00 - 23:30           | AT-X            | 日本全域 | CS放送                  |
| 2023年1月13日 - 3月31日 | 金曜 2:00 - 2:30（木曜深夜） | BS12 トゥエルビ | 日本全域 | BS放送 / 『アニメ26』枠 |

| 配信開始日    | 配信時間            | 配信サイト |
| ------------- | ------------------- | --- |
| 2022年1月6日  | 金曜 22:00          | DMM TV |
| 2022年1月11日 | 水曜 22:00 以降順次 | ABEMA Amazon Prime Video dアニメストア （本店・ニコニコ支店・for Prime Video） FOD Hulu J:COMオンデマンド milplus TELASA auスマートパスプレミアム U-NEXT アニメ放題 バンダイチャンネル GYAO! ニコニコ生放送 Google Play GYAO!ストア HAPPY!動画 music.jp Rakuten TV VIDEX YouTube ニコニコチャンネル ビデオマーケット ムービーフルPlus |

## ミュージカル
PREMIUM 3D MUSICAL『英雄伝説 閃の軌跡』
2017年1月8日から15日まで、Zeppブルーシアター六本木で上演。脚本は井上美緒、演出は奥秀太郎。
キャスト
- リィン・シュバルツァー - 松村龍之介
- アリサ・ラインフォルト - 黒崎真音
- エリオット・クレイグ - 中村嘉惟人
- ユーシス・アルバレア - 友常勇気
- マキアス・レーグニッツ - 畠山遼
- ガイウス・ウォーゼル - 岸本卓也
- フィー・クラウゼル - 梅田悠
- ラウラ・S・アルゼイド - 楓
- エマ・ミルスティン - 柴小聖
- サラ・バレスタイン - 吉川麻美
- ギデオン - 白柏寿大
- シャロン・クルーガー - 藤岡沙也香
- イリーナ・ラインフォルト - 花奈澪
- パトリック・T・ハイアームズ - 反橋宗一郎
- スカーレット - 華月由舞
- ヴァルカン - 中山孟
- オリヴァルト・ライゼ・アルノール - 南圭介
- ルーファス・アルバレア - 八神蓮
- トワ・ハーシェル - 野中藍
- アンゼリカ・ログナー - 青木志貴
- ヴィータ・クロチルダ - RiRiKA